# Эглинтон (остров)
Эглинтон (англ. Eglinton Island) — остров Канадского Арктического архипелага. Относится к группе островов Королевы Елизаветы. В настоящее время остров необитаем (2012).

## География

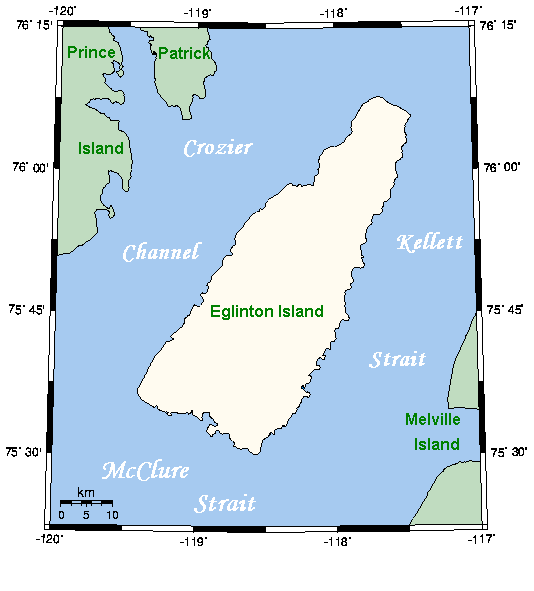
Карта острова Эглинтон

Площадь острова составляет 1541 км², он занимает 13-е место по площади среди островов Королевы Елизаветы.
Остров расположен в западной части Канадской Арктики, в юго-западном углу архипелага Острова Королевы Елизаветы. Остров находится в 22 км от западного побережья острова Мелвилл, от которого отделён проливом Келлет и в 23 км от юго-восточного берега острова Принс-Патрик, от которого отделён проливом Крожер. Пролив Мак-Клур шириной 130 км разделяет Эглинтон и остров Бэнкс, лежащий южнее.
По форме остров Эглинтон несколько напоминает бутылку, горлышко которой обращено на северо-восток. Максимальная ширина острова на юго-западе составляет 27 км, на северо-востоке — 9 км, максимальная длина — 73 км. Прибрежная зона представляет собой низину, медленно повышающуюся к центру острова до высоты 200 метров. Северная часть острова является самой низкой — высота над уровнем моря всего 10 — 20 метров.

## История
Первым европейцем, побывавшим на острове, был Джордж Мечем в 1853 году. Весной того же года он обследовал остров вместе с Френсисом Мак-Клинтоком.